# Список астероїдів (266901—267000)
| Назва                        | Тимчасове позначення | Дата відкриття    | Місце відкриття           | Відкривач                                              |
| ---------------------------- | -------------------- | ----------------- | ------------------------- | ------------------------------------------------------ |
| (266901) 2009 WL121          | 2009 WL121           | 20 листопада 2009 | Обсерваторія Кітт-Пік     | Spacewatch                                             |
| (266902) 2009 WH146          | 2009 WH146           | 19 листопада 2009 | Обсерваторія Маунт-Леммон | Обсерваторія Маунт-Леммон                              |
| (266903) 2009 WO156          | 2009 WO156           | 20 листопада 2009 | Обсерваторія Кітт-Пік     | Spacewatch                                             |
| (266904) 2009 WE175          | 2009 WE175           | 23 листопада 2009 | Обсерваторія Кітт-Пік     | Spacewatch                                             |
| (266905) 2009 WP177          | 2009 WP177           | 23 листопада 2009 | Обсерваторія Маунт-Леммон | Обсерваторія Маунт-Леммон                              |
| (266906) 2009 WN193          | 2009 WN193           | 24 листопада 2009 | Обсерваторія Маунт-Леммон | Обсерваторія Маунт-Леммон                              |
| (266907) 2009 WB203          | 2009 WB203           | 16 листопада 2009 | Обсерваторія Кітт-Пік     | Spacewatch                                             |
| (266908) 2009 WX209          | 2009 WX209           | 18 листопада 2009 | Обсерваторія Кітт-Пік     | Spacewatch                                             |
| (266909) 2009 WP220          | 2009 WP220           | 16 листопада 2009 | Обсерваторія Маунт-Леммон | Обсерваторія Маунт-Леммон                              |
| (266910) 2009 WD234          | 2009 WD234           | 18 листопада 2009 | Обсерваторія Маунт-Леммон | Обсерваторія Маунт-Леммон                              |
| (266911) 2009 WV248          | 2009 WV248           | 17 листопада 2009 | Каталінський огляд        | Каталінський огляд                                     |
| (266912) 2009 WZ248          | 2009 WZ248           | 18 листопада 2009 | Обсерваторія Маунт-Леммон | Обсерваторія Маунт-Леммон                              |
| (266913) 2009 WQ251          | 2009 WQ251           | 23 серпня 2003    | Паломарська обсерваторія  | NEAT                                                   |
| (266914) 2009 WV260          | 2009 WV260           | 25 листопада 2009 | Обсерваторія Кітт-Пік     | Spacewatch                                             |
| (266915) 2009 XX12           | 2009 XX12            | 11 грудня 2009    | Каталінський огляд        | Каталінський огляд                                     |
| (266916) 2009 YJ22           | 2009 YJ22            | 17 грудня 2009    | Обсерваторія Кітт-Пік     | Spacewatch                                             |
| (266917) 2010 AN             | 2010 AN              | 4 січня 2010      | Обсерваторія Кітт-Пік     | Spacewatch                                             |
| (266918) 2010 AZ71           | 2010 AZ71            | 13 січня 2010     | Обсерваторія Кітт-Пік     | Spacewatch                                             |
| (266919) 2010 BS24           | 2010 BS24            | 17 січня 2010     | WISE                      | WISE                                                   |
| (266920) 2010 CY21           | 2010 CY21            | 9 лютого 2010     | Обсерваторія Кітт-Пік     | Spacewatch                                             |
| (266921) 2010 CN52           | 2010 CN52            | 14 лютого 2010    | WISE                      | WISE                                                   |
| (266922) 2010 CC173          | 2010 CC173           | 6 лютого 2010     | Обсерваторія Кітт-Пік     | Spacewatch                                             |
| (266923) 2010 DS21           | 2010 DS21            | 16 лютого 2010    | Сокорро (Нью-Мексико)     | LINEAR                                                 |
| (266924) 2010 DK52           | 2010 DK52            | 21 лютого 2010    | WISE                      | WISE                                                   |
| (266925) 2010 ER82           | 2010 ER82            | 12 березня 2010   | Каталінський огляд        | Каталінський огляд                                     |
| (266926) 2010 EF128          | 2010 EF128           | 12 березня 2010   | Обсерваторія Кітт-Пік     | Spacewatch                                             |
| (266927) 2010 EG128          | 2010 EG128           | 12 березня 2010   | Обсерваторія Кітт-Пік     | Spacewatch                                             |
| (266928) 2010 FE16           | 2010 FE16            | 18 березня 2010   | Обсерваторія Кітт-Пік     | Spacewatch                                             |
| (266929) 2010 GB158          | 2010 GB158           | 12 квітня 2010    | Обсерваторія Кітт-Пік     | Spacewatch                                             |
| (266930) 2010 HZ37           | 2010 HZ37            | 21 квітня 2010    | WISE                      | WISE                                                   |
| (266931) 2010 JZ119          | 2010 JZ119           | 12 травня 2010    | Обсерваторія Кітт-Пік     | Spacewatch                                             |
| (266932) 2010 JT162          | 2010 JT162           | 8 травня 2010     | Обсерваторія Маунт-Леммон | Обсерваторія Маунт-Леммон                              |
| (266933) 2010 MT107          | 2010 MT107           | 30 червня 2010    | WISE                      | WISE                                                   |
| (266934) 2010 NT37           | 2010 NT37            | 23 жовтня 2001    | Обсерваторія Кітт-Пік     | Spacewatch                                             |
| (266935) 2010 NO67           | 2010 NO67            | 13 липня 1999     | Сокорро (Нью-Мексико)     | LINEAR                                                 |
| (266936) 2010 NJ82           | 2010 NJ82            | 30 вересня 2005   | Паломарська обсерваторія  | NEAT                                                   |
| (266937) 2010 PM8            | 2010 PM8             | 2 серпня 2010     | Сокорро (Нью-Мексико)     | LINEAR                                                 |
| (266938) 2010 PB63           | 2010 PB63            | 13 серпня 2010    | Сокорро (Нью-Мексико)     | LINEAR                                                 |
| (266939) 2010 RD49           | 2010 RD49            | 7 жовтня 2004     | Обсерваторія Кітт-Пік     | Spacewatch                                             |
| (266940) 2010 RP176          | 2010 RP176           | 12 вересня 2001   | Обсерваторія Кітт-Пік     | Spacewatch                                             |
| (266941) 2010 ST20           | 2010 ST20            | 31 серпня 2005    | Обсерваторія Кітт-Пік     | Spacewatch                                             |
| (266942) 2010 SZ23           | 2010 SZ23            | 15 серпня 2006    | Паломарська обсерваторія  | NEAT                                                   |
| (266943) 2010 TH2            | 2010 TH2             | 22 жовтня 2005    | Обсерваторія Кітт-Пік     | Spacewatch                                             |
| (266944) 2010 TP2            | 2010 TP2             | 15 травня 2005    | Обсерваторія Маунт-Леммон | Обсерваторія Маунт-Леммон                              |
| (266945) 2010 TD5            | 2010 TD5             | 21 липня 2006     | Каталінський огляд        | Каталінський огляд                                     |
| (266946) 2010 TH30           | 2010 TH30            | 10 листопада 1999 | Обсерваторія Кітт-Пік     | Spacewatch                                             |
| (266947) 2010 TP149          | 2010 TP149           | 3 листопада 2004  | Каталінський огляд        | Каталінський огляд                                     |
| (266948) 2010 TS173          | 2010 TS173           | 20 серпня 2006    | Паломарська обсерваторія  | NEAT                                                   |
| (266949) 2010 TZ179          | 2010 TZ179           | 10 квітня 2005    | Обсерваторія Маунт-Леммон | Обсерваторія Маунт-Леммон                              |
| (266950) 2010 UC3            | 2010 UC3             | 29 листопада 2003 | Обсерваторія Кітт-Пік     | Spacewatch                                             |
| (266951) 2010 UY14           | 2010 UY14            | 4 червня 2006     | Обсерваторія Маунт-Леммон | Обсерваторія Маунт-Леммон                              |
| (266952) 2010 US16           | 2010 US16            | 26 вересня 2005   | Обсерваторія Кітт-Пік     | Spacewatch                                             |
| (266953) 2010 UC27           | 2010 UC27            | 25 жовтня 1997    | Коссоль                   | ODAS                                                   |
| (266954) 2010 UK36           | 2010 UK36            | 28 серпня 2005    | Обсерваторія Кітт-Пік     | Spacewatch                                             |
| (266955) 2010 UU36           | 2010 UU36            | 21 жовтня 2001    | Сокорро (Нью-Мексико)     | LINEAR                                                 |
| (266956) 2010 UB49           | 2010 UB49            | 18 червня 2006    | Обсерваторія Кітт-Пік     | Spacewatch                                             |
| (266957) 2010 UF58           | 2010 UF58            | 20 листопада 2004 | Обсерваторія Кітт-Пік     | Spacewatch                                             |
| (266958) 2010 US96           | 2010 US96            | 2 березня 2006    | Каталінський огляд        | Каталінський огляд                                     |
| (266959) 2010 UG102          | 2010 UG102           | 6 грудня 2000     | Обсерваторія Кітт-Пік     | Spacewatch                                             |
| (266960) 2010 VZ13           | 2010 VZ13            | 23 травня 2001    | Обсерваторія Серро Тололо | Марк Буї                                               |
| (266961) 2010 VR26           | 2010 VR26            | 21 жовтня 2001    | Сокорро (Нью-Мексико)     | LINEAR                                                 |
| (266962) 2010 VG48           | 2010 VG48            | 15 вересня 2009   | Обсерваторія Кітт-Пік     | Spacewatch                                             |
| (266963) 2010 VO48           | 2010 VO48            | 28 грудня 2003    | Обсерваторія Кітт-Пік     | Spacewatch                                             |
| (266964) 2010 VN51           | 2010 VN51            | 6 жовтня 2004     | Обсерваторія Кітт-Пік     | Spacewatch                                             |
| (266965) 2010 VB58           | 2010 VB58            | 1 квітня 2003     | Обсерваторія Апачі-Пойнт  | Слоанівський цифровий огляд неба                       |
| (266966) 2010 VL69           | 2010 VL69            | 5 листопада 1994  | Обсерваторія Кітт-Пік     | Spacewatch                                             |
| (266967) 2010 VN83           | 2010 VN83            | 8 жовтня 1994     | Обсерваторія Кітт-Пік     | Spacewatch                                             |
| (266968) 2010 VS84           | 2010 VS84            | 30 листопада 2005 | Обсерваторія Кітт-Пік     | Spacewatch                                             |
| (266969) 2010 VU85           | 2010 VU85            | 21 березня 1999   | Обсерваторія Апачі-Пойнт  | Слоанівський цифровий огляд неба                       |
| (266970) 2010 VS96           | 2010 VS96            | 24 жовтня 1995    | Обсерваторія Кітт-Пік     | Spacewatch                                             |
| (266971) 2010 VE100          | 2010 VE100           | 17 лютого 2001    | Обсерваторія Галеакала    | NEAT                                                   |
| (266972) 2010 VF103          | 2010 VF103           | 1 грудня 2005     | Обсерваторія Кітт-Пік     | Spacewatch                                             |
| (266973) 2010 VB121          | 2010 VB121           | 18 серпня 2006    | Обсерваторія Кітт-Пік     | Spacewatch                                             |
| (266974) 2010 VK133          | 2010 VK133           | 9 жовтня 1993     | Обсерваторія Ла-Сілья     | Ерік Вальтер Ельст                                     |
| (266975) 2010 VQ137          | 2010 VQ137           | 6 вересня 1999    | Обсерваторія Кітт-Пік     | Spacewatch                                             |
| (266976) 2010 VG184          | 2010 VG184           | 19 вересня 2003   | Обсерваторія Кітт-Пік     | Spacewatch                                             |
| (266977) 2010 VK197          | 2010 VK197           | 16 січня 2005     | Обсерваторія Кітт-Пік     | Spacewatch                                             |
| (266978) 2010 VP198          | 2010 VP198           | 20 листопада 2001 | Обсерваторія Кітт-Пік     | Spacewatch                                             |
| (266979) 2010 WC16           | 2010 WC16            | 6 жовтня 2008     | Обсерваторія Маунт-Леммон | Обсерваторія Маунт-Леммон                              |
| (266980) 2010 WP20           | 2010 WP20            | 5 травня 2003     | Обсерваторія Кітт-Пік     | Spacewatch                                             |
| (266981) 2010 WO38           | 2010 WO38            | 25 липня 2003     | Паломарська обсерваторія  | NEAT                                                   |
| (266982) 2010 WL62           | 2010 WL62            | 21 липня 2007     | Обсерваторія Люлінь       | К. Йє                                                  |
| 266983 Хосепбош (Josepbosch) | 2010 WE66            | 30 листопада 2005 | Обсерваторія Кітт-Пік     | Spacewatch                                             |
| (266984) 2010 WN69           | 2010 WN69            | 30 листопада 2000 | Обсерваторія Кітт-Пік     | Spacewatch                                             |
| (266985) 2010 XZ4            | 2010 XZ4             | 29 січня 2007     | Обсерваторія Кітт-Пік     | Spacewatch                                             |
| (266986) 2010 XQ17           | 2010 XQ17            | 22 лютого 1998    | Обсерваторія Кітт-Пік     | Spacewatch                                             |
| (266987) 2010 XK24           | 2010 XK24            | 28 липня 2005     | Паломарська обсерваторія  | NEAT                                                   |
| (266988) 2010 XF35           | 2010 XF35            | 11 квітня 2003    | Обсерваторія Кітт-Пік     | Spacewatch                                             |
| (266989) 2010 XC36           | 2010 XC36            | 21 квітня 2003    | Обсерваторія Кітт-Пік     | Spacewatch                                             |
| (266990) 2010 XB37           | 2010 XB37            | 18 липня 2001     | Паломарська обсерваторія  | NEAT                                                   |
| (266991) 2010 XX37           | 2010 XX37            | 30 липня 2005     | Паломарська обсерваторія  | NEAT                                                   |
| (266992) 2010 XR43           | 2010 XR43            | 16 листопада 1998 | Обсерваторія Кітт-Пік     | Spacewatch                                             |
| (266993) 2010 XV44           | 2010 XV44            | 8 липня 2003      | Паломарська обсерваторія  | NEAT                                                   |
| (266994) 2010 XH62           | 2010 XH62            | 13 лютого 2001    | Обсерваторія Кітт-Пік     | Spacewatch                                             |
| (266995) 2010 XD67           | 2010 XD67            | 16 січня 2000     | Обсерваторія Кітт-Пік     | Spacewatch                                             |
| (266996) 2010 XQ78           | 2010 XQ78            | 1 жовтня 2009     | Обсерваторія Маунт-Леммон | Обсерваторія Маунт-Леммон                              |
| (266997) 2010 XR86           | 2010 XR86            | 13 червня 2001    | Обсерваторія Кітт-Пік     | Spacewatch                                             |
| (266998) 2010 YO1            | 2010 YO1             | 23 січня 2004     | Станція Андерсон-Меса     | LONEOS                                                 |
| (266999) 5039 P-L            | 5039 P-L             | 22 жовтня 1960    | Паломарська обсерваторія  | К. Й. ван Гаутен, І. ван Гаутен-Ґроневельд, Т. Герельс |
| (267000) 6229 P-L            | 6229 P-L             | 25 вересня 1960   | Паломарська обсерваторія  | К. Й. ван Гаутен, І. ван Гаутен-Ґроневельд, Т. Герельс |